# Wael Jallouz
Wael Jallouz (Grombalia, 3 de mayo de 1991) es un exjugador tunecino de balonmano que jugó de lateral izquierdo. Su último equipo fue el C' Chartres MHB. Fue un componente de la selección de balonmano de Túnez.
En 2020 se vio obligado a retirarse, debido a sus continuas lesiones.

## Palmarés

### THW Kiel
- Liga de Alemania de balonmano (1): 2014
- Supercopa de Alemania de balonmano (1): 2014

### FC Barcelona
- Liga Asobal (4): 2015, 2016, 2017, 2018
- Copa Asobal (4): 2015, 2016, 2017, 2018
- Campeonato Mundial de Clubes de Balonmano (2): 2014, 2018
- Liga de Campeones de la EHF (1): 2015
- Supercopa de España de Balonmano (4): 2015, 2016, 2017, 2018
- Copa del Rey de Balonmano (4): 2015, 2016, 2017, 2018

## Clubes
- AS Hammamet (2010-2013)
- THW Kiel (2013-2014)
- FC Barcelona (2014-2020)
- Füchse Berlin (2018-2019) (cedido)
- C' Chartres MHB (2019-2020) (cedido)